# Мирјана Стојановић Маурич
Мирјана Стојановић Маурич (Нови Сад, 20. април 1947) српска је костимографкиња. Она је дугогодишња костимографкиња Српског народног позоришта у Новом Саду веома запажених костимографских решења. Током своје четрдесетогодишње каријере је остварила преко 130 костимографија за оперске, балетске и драмске представе како у матичној кући тако и на гостовањима у другим театрима. Вишеструко је награђивана за свој рад и дело. Своје костимографске скице је даровала Позоришном музеју Војводине. Члан је Удружења ликовних уметника примењених уметности и дизајнера Војводине (УПИДИВ-а).

## Биографија
Мирјана Стојановић Маурич је рођена у Новом Саду. Отац Душан је родом из Гацког у Херцеговини, а мајка Милена из Лалића у Бачкој.
1965. године је завршила Основну школу "Јован Јовановић Змај" у Новом Саду.
1967. године је уписала Ликовни одсек Више педагошке школе, а након тога је школовање наставила на трећој години Академије за примењену уметност у Београду,
Дипломирала је 1970. године у класи професора Душана Ристића.

## Професија
Мирјана Стојановић Маурич се запослила у Српском народном позоришту на месту кореографа 1971. године. Такође је као гост-костимограф учествовала у пројектима ТВ Нови Сад, новосадском Позоришту младих, у суботичком Дечјем позоришту, у позориштима Русина и Словака, као и у Словенском гледалишчу из Марибора, Македонском народном театру у Скопљу, Хрватском народном казалишту у Осијеку и другим.

## Професионалност
Веома је даровита у креирању костима. Студиозан је радник, с нарочито развијеним смислом за стил и избор детаља који на изразит начин карактеришу епоху и лик који оперски, балетски или драмски извођач тумачи. У колористичком погледу, њени костими су рађени уздржано, с мером и укусом. Неколико представа које је опремила историјским костимима потврде су да солидно познаје ову област, да се у њој креће сигурно и да зналачки остварује синтезу савременог виђења ових костима успелим стилизацијама. Она је врсни познавалац свих тајни костимографије као значајног, незаобилазног доприноса представи. У оквиру националног театра, чије су представе углавном монументалне, нарочито оперске и балетске, њени су костимографски обрасци остали запамћени као надахнути и студиозно промишљени. Она са мирноћом и респектабилним познавањем материје облачи и представља ликове у најкарактеристичнијем светлу.

## Запажени костими
Од заиста великог броја урађених костимографија, међу најзапаженијим су оне из:
- оперских представа: Магбет, Норма, Самсон и Далила, Кармен, Евгеније Оњегин, Човек од Ла Манче, Лучија од Ламермура, Еро са онога свијета;
- балетских представа: Жизела, Враголанка, Клеопатра, Грк Зорба, Лабудово језеро, Ромео и Јулија и
- драмским представама: Кревет за три особе, Поп Ћира и поп Спира, Љубинко и Десанка, Бановић Страхиња, Драга Јелена Сергејевна и другим.  - Костимографске скице Мирјане Стојановић Маурич за балет Пинокио, праизведба СНП, 2018. Фотографија је део фото збирке Српског народног позоришта.

## Сликарство
Мирјана Стојановић Маурич се активно бави сликарством, углавном тематиком везаном за позориште. Излаже на самосталним и групним изложбама у земљи и иностранству.

###### Самосталне изложбе:
1966. Нови Сад, Галерија Форма;
1970. Нови Сад, Салон УПИДИВ-а;
1972. Нови Сад, Салон УПИДИВ-а;
1974. Нови Сад, Салон Трибине младих;
1978. Нови Сад, Салон УПИДИВ-а;
1982. Нови Сад, Салон Трибине младих;
1984. Нови Сад, Салон КЦ Радничког универзитета;
1988. ISNY, Западна Немачка
1989. Нови Сад, Српско народно позориште;
2003. Нови Сад, Српско народно позориште - Галерија НС Нова.

###### Групне изложбе:
1968. Загреб, Мајски фестивал студентских казалишта;
1969. Београд, Новембарски салон АПУ;
1970. Београд, „Диплома 70";
1971. Нови Сад, „Форма IV”;
1972. Суботица, Изложба УПИДИВ-а;
1972. Нови Сад, Тријенале позоришне сценографије и костимографије;
1972. Београд, Октобарски салон;
1973. Нови Сад, II Новосадски салон;
1973. Београд, Златно перо;
1974. Нови Сад, „Форма V”;
1974. Приштина, Савремена примењена уметност дизајна и архитектуре Војводине;
1975. Нови Сад, Тријенале позоришне сценографије и костимографије;
1975. Нови Сад, IV Новосадски салон;
1976. Нови Сад, V Новосадски салон;
1977. Нови Сад, VI Новосадски салон „Форма VI”;
1978. Нови Сад, Тријенале позоришне сценографије и костимографије;
1979. Нови Сад, VIII Новосадски салон;
1981. Нови Сад, Тријенале позоришне сценографије и костимографије;
1983. Нови Сад, IX Новосадски салон „Форма IX”;
1987. Тузла, 6. изложба југословенских портрета;
2004. Нови Сад, КУД „Петефи Шандор”, „100 година Телепа”

## Награде и признања
Мирјана Стојановић Маурич је добитница следећих награда:
1969. Београд, награда Београдског универзитета „4. јул” за костим;
1972. Београд, награда Академије примењених уметности за костим на XIII Октобарском салону;
1977. Нови Сад, награда за костим на VI Новосадском салону;
1977. Нови Сад, награда „Форма” за костим на „Форми VI”;
1983. Нови Сад, награда „Форма” за костим на „Форми IX” и
2004. Нови Сад, Златна медаља „Јован Ђорђевић”, поводом Дана Српског народног позоришта.